# KV Tromsø
KV Tromsø – patrolowiec Norweskiej Straży Wybrzeża. Jego nazwa pochodzi od miasta Tromsø w północnej Norwegii.
KV „Tromsø” ma wyporność 2100 ton i uzbrojony jest w działo Bofors kal. 40 mm. Okręt jest wykorzystywany do patroli wyłącznej strefy ekonomicznej, w tym inspekcji połowów oraz akcji poszukiwawczo-ratunkowych. Początkowo KV „Tromsø” był przypisany grupie KV Nord (Norweska Straż Wybrzeża Północ), ale podczas służby stacjonował z jednostkami KV Sør (Norweska Straż Wybrzeża Południe) w bazie Haakonsvern, w Bergen.
Kontrakt na wypożyczenie KV „Tromsø” wygasł 20 marca 2007 roku i został zastąpiony patrolowcami typu Barentshav. Do czasu przybycia nowych okrętów, obowiązki KV „Tromsø” przejął wypożyczony okręt rybacki KV „Leikvin”.